# Vámonos con Pancho Villa
A Vámonos con Pancho Villa (magyar címe nincs, jelentése Gyerünk Pancho Villával!) egy 1936-ban bemutatott fekete-fehér mexikói filmdráma. 1994-ben a SOMOS magazin összeállította az addigi 100 legjobb mexikói film listáját: ezen a listán a Vámonos con Pancho Villa az első helyen szerepel.

## Cselekmény
|  | Alább a cselekmény részletei következnek! |

A film 1914-ben játszódik Észak-Mexikóban, a mexikói forradalom idején, amikor Pancho Villa Északi Hadosztálya harcban áll Victoriano Huerta elnök csapataival. Hat San Pabló-i ember, Tiburcio Maya, Miguel Ángel del Toro, Melitón Botello, Martín Espinosa, valamint Rodrigo és Máximo Perea elhatározza, hogy csatlakozik Villa seregeihez.
Amikor találkoznak Villával, ő éppen kukoricát oszt a szegényeknek. Azonnal elfogadja a magukat „San Pabló-i Oroszlánoknak” nevező hat férfi csatlakozási szándékát, majd sor kerül néhány csatára is, ám az „Oroszlánok” semmi jelét nem mutatják nagy bátorságuknak. Hamarosan viszont elhatározzák, most már megmutatják, hogy mit tudnak. A legközelebbi csatában a forradalmároknak vissza kell vonulniuk, mert a huertisták egy géppuskával szétlövik őket. Máximo Perea azonban, amíg társai elterelik a géppuskások figyelmét, egy lovon ülve megközelíti a gyilkos fegyvert, és egy lasszót ráhurkolva megszerzi azt. Visszatér Villához, aki innentől kezdve már odafigyel az „Oroszlánokra”. Az ekkor kitörő lövöldözésben azonban eltalálják Máximót, aki meg is hal. A következő halottjuk Martín Espinosa, aki halála előtt szintén elkövet egy hőstettet: egy erőd éjszakai ostrománál magát halottnak tettetve kúszik előre, és gránátokat dob a falakra, ami lehetővé teszi majd az erőd elfoglalását. Ám a gránátok eldobása után őt is lelövik az őrök.
Ezután Tiburcio Maya, a kövér Melitón Botello és a fiatal Miguel Ángel del Toro (akinek a bika jelentésű Toro neve helyett Villa még a film elején a Becerrillo („Bocika” nevet adja), cselből fehér zászlós küldöttséget vezet az ellenséghez, és azt állítják nekik, hogy elégedetlenek Villával, ezért mintegy 6000 emberük átállna a huertistákhoz. Az ellenség elfogadja az ajánlatot, de csak szigorú feltételekkel, és csak úgy, hogy a követek közül hármat fogságban tarthat. Maya, mint a követség vezetője mellé önként jelentkezik fogolynak Botello és Becerrillo. Ám hamarosan kiderül, nem elég, hogy fogságba kerülnek, fel is akarják őket akasztani. Kiviszik őket egy nyílt térre egy fához, ahol először a kötél leszakad Botello súlya alatt, ezzel pedig időt nyernek, hogy megérkezzenek megmentő társaik. A kitörő lövöldözés megfutamítja a huertistákat, ám Rodrigo Perea is meghal közben.
A sikeres harcokon fellelkesülve a villisták mulatozni kezdenek egy kocsmában (elhangzik a híres La cucaracha című dal is), de az asztaltársaság egyik tagja észreveszi, hogy az asztalnál éppen 13-an ülnek, ami nagy szerencsétlenséget jelent: azt mondja, egyikük hamarosan meghal. Villának erre az az ötlete támad, hogy akkor ne várjanak, öljenek meg most egyet saját maguk közül: éjfélkor sötétítsék el a szobát, dobjanak fel egy felhúzott pisztolyt, ami majd elsül, és eltalálja azt, aki a leggyávább. Így is tesznek: a pisztoly Botellót találja el, aki azonban nem hal meg a lövéstől. De hogy bizonyítsa, hogy nem ő a leggyávább, hanem épp ellenkezőleg: saját pisztolyával fejbe lövi magát.
Az „Oroszlánok” közül már csak ketten maradtak életben, amikor a forradalmárok serege vonattal indul Zacatecas felé, ahol várhatóan döntő jelentőségű csatára kerül majd sor. Amikor már közel járnak, kiderül, hogy Becerrillót fekete himlő fertőzte meg. Az orvos azt mondja: fennáll a veszélye, hogy megfertőzi a többieket, ezért nincs más lehetőség, mint elégetni Becerrillo minden holmiját, sőt, őt magát is. Tiburcio Maya először tiltakozik, de végül belátja, hogy nem veszélyeztetheti társait és ezáltal a forradalom, a haza ügyét egyetlen ember miatt, és teljesíti kötelességét: agyonlövi a beteget, és holttestét felgyújtja. Villa azonban úgy rendelkezik, Maya sem utazhat tovább a sereggel, mert ő is kapcsolatba került a beteggel. Az utolsó „Oroszlán” ezt is tudomásul veszi, és a film úgy ér véget, hogy Tiburcio Maya elindul a sötétben a síneken, ellenkező irányban.
|  | Itt a vége a cselekmény részletezésének! |

## Szereplők
- Domingo Soler ... Pancho Villa
- Antonio R. Frausto ... Tiburcio Maya
- Ramón Vallarino ... Miguel Ángel del Toro (Becerrillo)
- Manuel Tamés ... Melitón Botello
- Carlos López ... Rodrigo Perea
- Rafael F. Muñoz ... Martín Espinosa
- Raúl de Anda ... Máximo Perea
- Alfonso Sánchez Tello ... Fierro tábornok
- Paco Martínez ... Huertista tábornok
- Dolores Camarillo ... Lupe Maya